# Labrisomus filamentosus
Labrisomus filamentosus är en fiskart som beskrevs av Springer, 1960. Labrisomus filamentosus ingår i släktet Labrisomus och familjen Labrisomidae. Inga underarter finns listade i Catalogue of Life.